# Chính sách thị thực của São Tomé và Príncipe
Du khách đến São Tomé và Príncipe phải xin thị thực qua mạng từ một trong những phái vụ ngoại giao của São Tomé và Príncipe từ trước trừ khi họ đến từ một trong những nước được miễn thị thực.

## Bản đồ chính sách thị thực

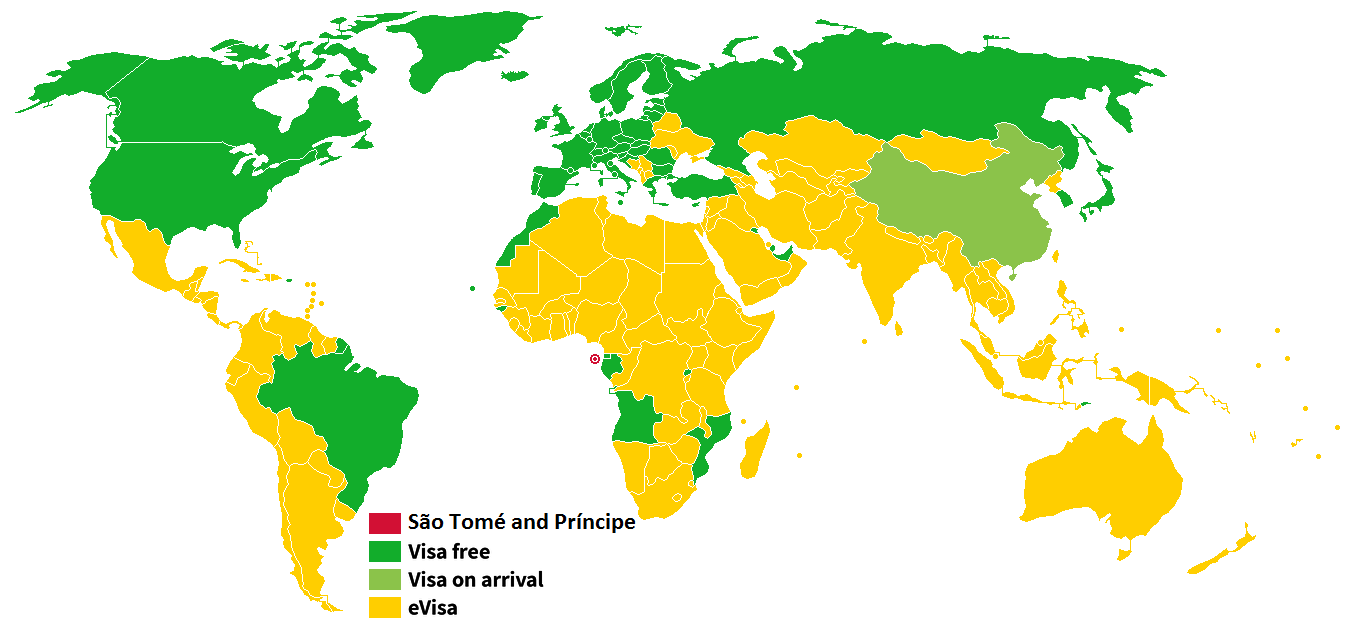
Chính sách thị thực của São Tomé và Príncipe

## Chính sách thị thực
Công dân của 45 quốc gia sau có thể đến São Tomé và Príncipe mà không cần thị thực:
| - All EU citizens1 - Angola - Brasil1 - Burundi - Cameroon - Canada1 - Cape Verde1 - Cộng hòa Trung Phi - Tchad | - Cộng hòa Congo - Cộng hòa Dân chủ Congo - Đông Timor1 - Guinea Xích Đạo - Gabon - Guinea-Bissau1 - Hoa Kỳ1 - Mozambique1 - Rwanda |

1 — lên đến 15 ngày.
Người sở hữu hộ chiếu  Đài Loan có thể xin thị thực tại cửa khẩu.
Người sở hữu hộ chiếu ngoại giao của Angola, Brasil, Cape Verde, Guinea-Bissau, Mozambique, Bồ Đào Nha và Đài Loan không cần thị thực để đến São Tomé và Príncipe. Ngoài ra người sở hữu hộ chiếu ngoại giao hoặc công vụ của Cuba cũng không cần thị thực để đến São Tomé và Príncipe.

## Thị thực điện tử
Công dân các nước cần thị thực có thể xin thị thực qua hệ thống thị thực điện tử.

## Thị thực thay thế
Người sở hữu thị thực Hoa Kỳ hoặc một nước thành viên khối Schengen không cần thị thực lên đến 15 ngày.